# Charles-Louis Hanon
Charles-Louis Hanon (2 juli 1819–19 maart 1900) was een Franse pianopedagoog en componist. Hij werd bekend door zijn werk De virtuoze pianist in 60 oefeningen dat een standaardwerk werd voor vele moderne pianoleraren.

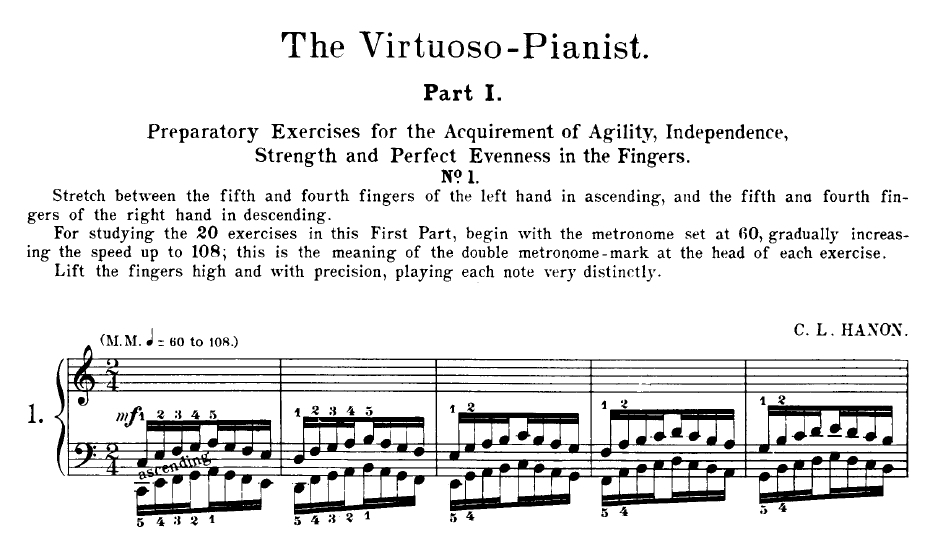
Eerste oefening uit Hanons etudeboek

De oefeningen omvatten voornamelijk vingertraining in de vorm van vijfvinger-sequensjes, akkoordspel, octaven, drieklanken, trillers, tremolo's, chromatische en diatonische toonladders en oefeningen ter versterking van de pinkkant van de hand.
De Hanon pianomethode is tegenwoordig niet onomstreden. Critici hebben het nut van de oefeningen ter verkrijging van een onafhankelijke vingertechniek aan de orde gesteld. De oefeningen die gericht zijn op 'verzelfstandiging' van de vingers zouden schadelijk kunnen zijn, en tot blessures kunnen leiden. Pianopedagogen als Abby Whiteside en Chuan C. Chang beweren dat de pianotechniek slechts ontwikkeld kan worden indien er een bewustwording van de fysionomie van de hand en bewegingspapparaat aan ten grondslag ligt, en dat de vele herhalingen die Hanon voorschrijft kunnen leiden tot een vorm van RSI bij onjuiste studie. Ook zouden de oefeningen geestdodend en saai zijn.
Charles Nunzio schreef "Hanon for Accordion", een tweedelig werk met oefeningen gebaseerd op een gelijksoortige filosofie als die van Hanon. Er is ook een "Hanon voor gitaar" geschreven.